# Sainte-Radegonde (Dordonha)
Sainte-Radegonde é uma comuna francesa na região administrativa da Nova Aquitânia, no departamento Dordonha. Estende-se por uma área de 4,75 km². Em 2010 a comuna tinha 63 habitantes (densidade: 13,3 hab./km²).